# MOST (космічний апарат)
Космічний апарат MOST (англ. Microvariability and Oscillations of Stars) став першим космічним телескопом Канади. Протягом майже десяти років після запуску він залишався найменшим телескопом у космосі, за що його творці жартома назвали «Скромний космічний телескоп» (Humble Space Telescope) — натяк на набагато більший Hubble Space Telescope.
MOST був першою космічною місією, спеціально створеною для вивчення зоряних коливань (астросейсмології) — процесів, що відбуваються на поверхні зір і дозволяють астрономам досліджувати їхню внутрішню будову. Згодом подібні дослідження проводили місії CoRoT і Кеплер.Окрім цього, MOST став першим науковим супутником Канади після запуску апарату ISIS II, який було відправлено в космос 32 роки тому.

## Опис
Цей супутник був створений для спостереження за змінами яскравості зорі. На відміну від великих космічних телескопів, які змушені часто перемикатися між різними науковими завданнями, він міг зосереджувати свою увагу на одному об'єкті протягом 60 днів. Це дозволяло детально відстежувати, як змінюється світність зорі з часом, що важливо, наприклад, для пошуку екзопланет або вивчення зоряних процесів. Супутник був відносно невеликим: важив 53 кг і мав габарити 60×60×24 см — за розміром схожий на велику валізу, наповнену електронними приладами. Завдяки своїм компактним розмірам він належав до класу мікросупутників — невеликих космічних апаратів, що спеціалізуються на конкретних наукових дослідженнях, таких як вивчення окремих зір чи пошук змін у космосі.
Канадський супутник MOST був створений завдяки співпраці кількох організацій: Канадського космічного агентства, компанії Dynacon Enterprises Limited (згодом перейменованої на Microsatellite Systems Canada Inc), Лабораторії космічних польотів (SFL) Інституту аерокосмічних досліджень Торонтського університету та Університету Британської Колумбії. Наукову частину місії очолював астроном Джеймі Метьюз. Одним із головних завдань супутника було вивчення зоряних коливань — це дозволяє дізнатися більше про внутрішню будову зір і навіть допомагає встановити вік Всесвіту. Крім того, супутник спостерігав зорі у видимому світлі, намагаючись знайти екзопланети.
Супутник MOST був оснащений спеціальним інструментом, який включав двоканальну CCD-камеру для спостережень у видимому світлі. Камера мала об'єктив типу Максутова діаметром 15 см, що дозволяло отримувати чіткі зображення. Одна з камер збирала наукові знімки, а інша використовувалась для допомоги програмному забезпеченню, яке відстежувало зорі та забезпечувало точне спрямування супутника. Це програмне забезпечення працювало в тандемі з чотирма реакційними колесами — моторизованими маховиками, схожими на гіроскопи, які допомагали супутнику підтримувати правильне орієнтування. Завдяки цій системі точність наведення супутника була неймовірно високою — менше ніж 1 арксекунда, що є набагато точнішим, ніж у будь-якого іншого мікросупутника того часу. Це дозволяло зберігати фокус на зорях із дуже високою точністю.

## Відкриття
Команда супутника MOST зробила кілька важливих відкриттів, які допомогли краще зрозуміти космос. У 2004 році вони заявили, що зоря Проціон не коливається так сильно, як очікувалося. Однак це відкриття викликало суперечки серед науковців, оскільки деякі з них не погоджувалися з результатами.
У 2006 році спостереження MOST дозволили виявити новий тип змінних зір, які отримали назву «повільно пульсуючі B-супергіганти» (SPBsg). Ці зорі мають дуже незвичайні пульсації, які раніше не були зафіксовані, і це стало важливим кроком у вивченні різноманітних типів зір. У 2011 році MOST здійснив тривалі спостереження і зафіксував транзити екзопланети 55 Рака e перед її головною зорею. Це означає, що планета проходила перед зорею, і завдяки двотижневим майже безперервним спостереженням вдалося підтвердити існування цієї планети та краще зрозуміти її склад. У 2019 році дані, зібрані супутником MOST, допомогли спростувати припущення про наявність постійних зоряних плям на поверхні зорі HD 189733 A. Деякі вчені раніше вважали, що ці плями могли утворюватися через взаємодії між магнітними полями зорі та її екзопланетою, відомою як «гарячий Юпітер». Однак нові дані показали, що це припущення було неправильним.